# NGC 7594
NGC 7594 é uma galáxia espiral (Sb) localizada na direcção da constelação de Pegasus. Possui uma declinação de +10° 17' 52" e uma ascensão recta de 23 horas, 18 minutos e 13,9 segundos.
A galáxia NGC 7594 foi descoberta em 1880 por -.